# Bonete
Bonete je vulkán v severní části Chilsko-argentinských And, v oblasti Puna de Atacama. Nachází se na severu provincie La Rioja, na území Argentiny.
Bonete je s nadmořskou výškou 6 759 metrů po Aconcague, Ojos del Saladu, Monte Pissis a Huascaránu pátou nejvyšší horou Ameriky.
Nachází se necelých 30 kilometrů jižně od vrcholu Monte Pissis a přibližně 100 kilometrů jihozápadně od Ojos del Salado.